# Valoiszegels

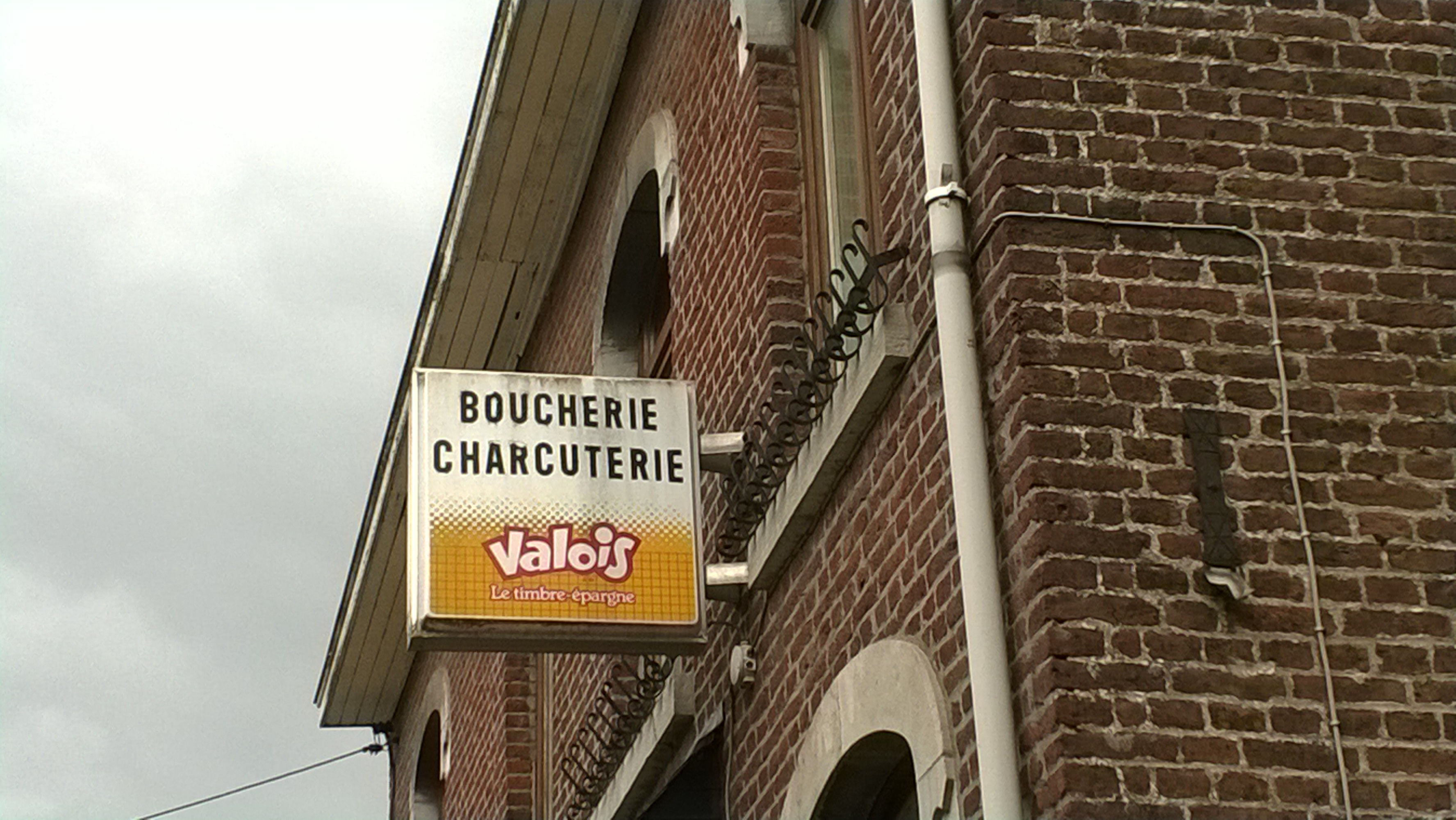
Publiciteitsbord Valoiszegels aan de gevel van een slager / winkel voor vleeswaren

De Valoiszegels waren tussen 1932 en 2004 een getrouwheidssysteem voor de klanten van kleinhandelaars in België. De roze, door de firma Valois uitgegeven zegels moesten in een boekje gekleefd worden en gaven recht op kortingen bij aankoop van goederen maar ook op treinbiljetten.
De formule kende een groot succes na de Tweede Wereldoorlog en maakte in de jaren 1960 deel uit van het dagelijkse leven toen 35.000 handelaars aan het programma deelnamen.
Om de terugloop van het spaarsysteem tegen te gaan, lanceerde Valois in 1995 de chipkaart Valor ter vervanging van de spaarzegels. De bedoeling was de kaart ook te gebruiken als betaalkaart. Dit kon het tij niet keren en Valois werd gedwongen om het programma in 2004 stop te zetten, het personeel stapsgewijs te ontslaan (2003-2005) en uiteindelijk de boeken neer te leggen.
De formule die de verdienste had om de klanten te binden aan de detailhandel, bestaat nog steeds onder diverse andere vormen. Zo bieden tal van winkelketens een eigen getrouwheidskaart aan: Delhaize heeft de Pluskaart, Carrefour de Bonus Card, de Colruyt-groep de Xtra. Daarnaast zijn ook de Artis-Historia-punten en de tot in 2012 uitgegeven Soubry-punten voorbeelden.